# Grand Sport
Grand Sport là một công ty sản xuất thiết bị thể thao có trụ sở tại Thái Lan. Công ty được thành lập vào năm 1961 bởi Kij Pluchcha-oom, một cựu cầu thủ bóng rổ.

## Tài trợ

### Ủy ban Olympic
- Thái Lan

### Đội tuyển quốc gia

#### Liên đoàn bóng đá Châu Á (AFC)
- Đội tuyển bóng đá nữ quốc gia Thái Lan (chỉ Đại hội thể thao Đông Nam Á và Đại hội thể thao Châu Á)
- Đội tuyển bóng đá U-23 quốc gia Thái Lan (chỉ Đại hội thể thao Đông Nam Á và Đại hội thể thao Châu Á)
- Lào (2019-nay)

##### Các đội tuyển từng tài trợ
- Bahrain (1984[2], 1990[3], 1996-1997[4][5])
- Bangladesh[6] (2010)
- Bhutan[7] (2003)
- Kazakhstan (1997–1999)
- Kuwait (1992[8], 1998[9], 2006)
- Kyrgyzstan (2005–2007)
- Myanmar[10] (2007)
- Oman (1997–2005)
- Qatar (1996–2002)
- Tajikistan[11][12][13] (1998, 2013)
- Thái Lan (1991[14][15], 1995-1996[16][17], 1997[18][19], 2012–2017)
- Singapore (1998–2000)
- Sri Lanka (2015–2020)
- Uzbekistan (1999)
- Việt Nam (2014–2023)
- Yemen[20] (2000)

### Câu lạc bộ

#### Châu Á
- Tensung FC (2023-nay)
- Transport United (2024-nay)
- Chiangrai United (2020-nay)
- Kasem Bundit University (2022-nay)
- Khon Kaen FC (2013-2019, 2020-nay)
- Port FC (1984-2007, 2013, 2016-2021, 2023-nay)
- Gia Định[21] (2024-nay)
- Hồng Lĩnh Hà Tĩnh (2022-nay)
- Ninh Bình[22] (2025-nay)
- Vĩnh Long[23] (2025-nay)

#### Nam Mỹ
- Santos (AP)[24] (2022-nay)

#### Các câu lạc bộ từng tài trợ

##### Châu Á
- National Defense Ministry (2019)
- Ryukyu[25] (2013)
- Qadsia SC[26] (1994-1995)
- Quân đội Lào[27] (2014)
- Ayeyawady United[28] (2017)
- Magwe[29] (2017)
- Yangon United[30][31][32][33] (2014-2017)
- United City[34] (2019)
- Al Gharafa[35] (2006-2007)
- Army United (2006–2011)
- Bangkok Bank (1994-1999)
- Bangkok Bank of Commerce FC[36] (1999)
- Bangkok United[37] (2006)
- Chiangmai United[38] (2021-2022)
- Chiangrai City[39][40] (2021-2022)
- Customs United[41] (2008)
- Kasetsart[42] (2017)
- Muangthong United (2008, 2011-2019)
- Nakhon Ratchasima (2015-2016[43][44], 2020-2021[45])
- Navy FC[46] (1996)
- Osotsapa (2008–2016)
- Pattaya United[47][48][49] (2009, 2014)
- Phrae United (2020-2023)
- Phuket (2010–2017)
- Police United FC[50] (1984)
- PT Prachuap (2021-2023)
- PTT Rayong (2015)
- Sriracha FC[51][52] (2009)
- Suphanburi[53][54][55] (2013–2014)
- Trat (2019–2021)
- B.G. Sports Club (2014)
- TC Sports Club (2014–2021)
- Công An Hà Nội[56] (2020)
- Cần Thơ[57] (2022)
- Định Hướng Phú Nhuận[58][59] (2023-2024)
- Đồng Tháp (2019-2022)
- Hải Phòng[60] (2009)
- Lâm Đồng[61] (2023)
- PVF-CAND (2019-2021)
- Quảng Nam[62][63] (2021)
- Quy Nhơn Bình Định[64] (2004)
- Sông Lam Nghệ An (2022-2024)

##### Châu Âu
- Budapest Honvéd[65] (1992-1993)

### Hiệp hội
- Thai League
- Lao League

### Cầu mây
- Thái Lan

### Bóng chuyền

#### Hiệp hội
- Liên đoàn bóng chuyền Châu Á (AFC)

#### Châu Á
- Thái Lan

### Bóng đá trong nhà
- Thái Sơn Bắc (2021-nay)
- Thái Sơn Nam (2024-nay)